# ABT-724
ABT-724是一种含氮有机化合物，分子式C17H19N5，是一种多巴胺受体D4的选择性激动剂，作为治疗勃起功能障碍的潜在药物而开发。